# Culicoides longicercus
Culicoides longicercus är en tvåvingeart som beskrevs av Kitaoka 1980. Culicoides longicercus ingår i släktet Culicoides och familjen svidknott. Inga underarter finns listade i Catalogue of Life.